# Јован Митрески
Јован Митрески (Струга, 20. новембар 1980) је политичар и економиста из Северне Македоније. Од 26. јануара 2024. до 28. маја 2024. обављао је функцију председника Собрања Републике Северне Македоније. Члан је Социјалдемократског савеза Македоније (СДСМ).

## Биографија
Рођен је 20. новембра 1980. у Струги. Завршио је Универзитет у Битољу. Узастопно је биран за народног посланика на парламентарним изборима 2014, 2016. и 2020. У другом и трећем мандату био је координатор посланичке групе коалиције коју предводи СДСМ. Изабран је за председника Собрања 26. јануара 2024, са 64 гласа „за” и 40 „против”, наследивши Талата Џаферија.